# Райков, Геннадий Иванович
Генна́дий Ива́нович Райко́в (8 августа 1939, Хабаровск — 28 сентября 2023, Москва) — советский инженер, организатор промышленности, российский политический деятель, депутат Государственной думы Российской Федерации второго, третьего и четвёртого созывов (1995—2007). Председатель Центрального комитета Народной партии Российской Федерации (2001—2004), член Центральной избирательной комиссии Российской Федерации (2007—2011).

## Биография

### Ранние годы
Геннадий Райков родился 8 августа 1939 года в Хабаровске в семье офицера. В 1956 году окончил школу с серебряной медалью и поступил в Омский машиностроительный институт, который окончил в 1961 году по специальности «Машины и технология литейного производства».

### Работа в промышленности
Год работал технологом, инженером-технологом, начальником технического бюро литейного цеха организации п/я № 64 в Омске.
В 1962 году стал секретарём комитета ВЛКСМ Омского машиностроительного завода имени П. И. Баранова, в 1963 году — секретарь Омского промышленного обкома ВЛКСМ. В 1965 году — инспектор городского комитета партийно-государственного контроля Омского обкома КПСС и облисполкома. В том же году вернулся в организацию п/я № 64, где был назначен начальником технического бюро, позже — заместителем начальника литейного цеха по подготовке производства.
В 1966—1977 годах работал на Омском моторостроительном заводе имени П. И. Баранова заместителем начальника, позже — начальником литейного цеха, возглавлял отдел научной организации труда производства и управления, занимал должность заместителя главного инженера по новой технике, затем был заместителем директора завода по автомобильному производству.
В 1977 году переехал в Тюмень, где 13 лет проработал в Тюменском моторостроительном объединении имени 50-летия СССР главным инженером, директором завода, генеральным директором объединения. В 1990 году возглавил Тюменский городской Совет народных депутатов. 24 декабря 1991 года назначен главой администрации города Тюмени. В январе 1993 года добровольно ушёл в отставку и стал заместителем начальника ПСМО «Тюменьнефтегазстрой». По одной из версий, причиной отставки было мнение, что он не сработается с новым главой администрации Тюменской области Леонидом Рокецким. В том же году Райков был назначен заместителем генерального директора компании «Сибириан Вуд АВ» (г. Шелефтео, Швеция). В 1995 году вернулся в Тюмень заместителем генерального директора ОАО «Тюменьнефтегазстрой».

### Научно-педагогическая деятельность
Кандидат социологических наук, диссертацию защитил в Институте нефти и газа Тюменского государственного нефтегазового университета по теме «Формирование гражданских ценностей молодежи в процессе создания многопартийной системы современной России».
Доцент кафедры «Станки и инструменты», автор ряда научных работ и учебника для вузов «Электрохимическая обработка твердых сплавов». Получил три авторских свидетельства на изобретения в области обработки металлов. Член научно-редакционного совета «Большой Тюменской энциклопедии» (2004 год).

### Общественно-политическая деятельность
В 1995 году был избран депутатом Государственной Думы второго созыва по Тюменскому одномандатному избирательному округу № 179. Входил в депутатскую группу «Российские регионы», был заместителем руководителя совета депутатской группы. Член Комитета ГД по безопасности. В 1998 году получил второе высшее образование по специальности «юриспруденция», окончив факультет государственного строительства и права Российской академии государственной службы.
В 1999 году был переизбран в Государственную Думу и вновь стал членом Комитета по безопасности, а также возглавил депутатскую группу «Народный депутат», объединившую депутатов-одномандатников. На базе этой группы было создано одноимённое движение, в октябре 2001 года преобразованное в Народную партию Российской Федерации. Райков единогласно был избран лидером новой партии. 22 апреля 2002 года группа «Народный депутат» и её лидер Райков привлекли внимание своими законодательными инициативами, предложив ввести в России смертную казнь и запретить гомосексуальность.
В апреле 2002 года входил в группу депутатов — лоббистов интересов частных охранных предприятий, направивших на рассмотрение в Государственную Думу РФ законопроект № 200212-3, которым предусматривалось оставить государственной ведомственной охране право осуществлять охрану только объектов государственной формы собственности. Негативными последствиями принятия указанного законопроекта стала бы передача большинства объектов инфраструктуры Российской Федерации и перевозимых грузов под охрану частных охранных предприятий, что означало бы фактическую ликвидацию системы государственной ведомственной охраны и ослабление защиты особо важных объектов не государственной формы собственности, 10 декабря 2002 года депутаты отозвали законопроект.
В июне 2002 года организовал Межфракционное депутатское объединение (МДО) «Авиация и космонавтика России», в которое вошли более полусотни парламентариев, и был избран его председателем. МДО продолжило работу и после ухода Райкова из Государственной Думы.
7 декабря 2003 года был избран в Госдуму четвёртого созыва по 179-му Тюменскому округу. В то же время возглавляемая Райковым Народная партия потерпела поражение на выборах по партийным спискам, набрав всего 714 652 голосов (1,18 %). Хотя НПРФ удалось стать второй после «Единой России» партией по количеству депутатов-одномандатников (17 человек), сформировать свою фракцию партии не удалось. Большинство депутатов от Народной партии вошли во фракцию «Единая Россия», в том числе и сам Райков, возглавивший Комиссию ГД по мандатным вопросам и вопросам депутатской этики и вновь ставший членом Комитета по безопасности.
В марте 2004 года Президиум политсовета НПРФ освободил Райкова по его просьбе от должности председателя партии.
9 марта 2007 года Государственная Дума назначила Райкова членом Центральной избирательной комиссии Российской Федерации.
28 марта 2011 года назначен Председателем Совета директоров Федерального государственного казённого учреждения «Федеральный центр информатизации при Центральной избирательной комиссии Российской Федерации».
С 2018 года — на пенсии.

### Смерть
Райков умер 28 сентября 2023 года в возрасте 84 года в Москве, причиной смерти стала сердечная недостаточность. Похоронен на Троекуровском кладбище.

### Семья
Райков был женат дважды. В первом браке родились два сына. Во втором браке с Галиной, сотрудником Российской государственной библиотеки, родился сын Максим, который окончил юридический факультет МГУ.
В 1993 году Галина вошла в состав учредителей ЗАО "Банк «Тюменский кредит» (ликвидирован в 2003 году). Сын Максим в 2003 году стал одним из учредителей ООО «М Инфлекс» (вместе с близким другом Райкова бизнесменом Александром Куваевым).

## Награды
- орден «За заслуги перед Отечеством» IV степени (16 марта 2000) — за большой вклад в укрепление российской государственности и многолетний добросовестный труд[17]
- орден Александра Невского (20 января 2015 года) — за достигнутые трудовые успехи, активную общественную деятельность и многолетнюю добросовестную работу[18]
- орден Дружбы (27 декабря 2004 года) — за активное участие в законотворческой деятельности и многолетнюю плодотворную работу[19]
- орден Октябрьской Революции
- орден Трудового Красного Знамени
- орден «Знак Почёта»
- Почётная грамота Президента Российской Федерации (6 августа 2009 года) — за большой вклад в развитие избирательной системы Российской Федерации[20]
- Благодарность Президента Российской Федерации (7 февраля 2002 года) — за плодотворную законотворческую деятельность и активное участие в разработке проекта федерального бюджета на 2002 год[21]
- Почётный гражданин Тюмени (2003)
- Нагрудный знак Изобретатель СССР (1973)